# Boeing Model 42
Boeing Model 42 (còn gọi là Boeing XCO-7 đối với mẫu Experimental Corps Observation Model 7) là một loại máy bay hai tầng cánh của Hoa Kỳ, được phát triển từ Airco DH.4.

## Tính năng kỹ chiến thuật (XCO-7A)
Dữ liệu lấy từ Bowers, 1966. pg. 60.
Đặc điểm tổng quát
- Kíp lái: 2
- Chiều dài: 29 ft 2 in ( m)
- Sải cánh: 45 ft  in ( m)
- Chiều cao: 10 ft 8 in ( m)
- Diện tích cánh: 440 ft2 ( m2)
- Trọng lượng rỗng: 3.107 lb ( kg)
- Trọng lượng có tải: 4.665 lb ( kg)
- Động cơ: 1 × Liberty 12A, 420 hp ( kW)

Hiệu suất bay
- Vận tốc cực đại: 112 mph ( km/h)
- Vận tốc hành trình: 110 mph ( km/h)
- Tầm bay: 420 dặm ( km)
- Trần bay: 13.050 ft ( m)

Vũ khí trang bị
- 4x súng máy 0.30 cal